# Gelis foveatus
Gelis foveatus là một loài tò vò trong họ Ichneumonidae.